# Olaf A. Schmitt
Olaf A. Schmitt (* 1977 in Schweinfurt) ist ein deutscher Dramaturg. Er fungiert seit 2016 als Künstlerischer Leiter der Kasseler Musiktage sowie seit 2019 als freischaffender Dramaturg und Künstlerischer Berater der Bregenzer Festspiele, wo er von 2014 bis 2019 als Chefdramaturg arbeitete.

## Leben und Werk
Schmitt studierte Theater-, Medien- und Musikwissenschaft an der Johann Wolfgang Goethe-Universität in Frankfurt am Main. Bereits während Studiums sammelte er Berufserfahrungen an der Staatsoper Stuttgart, bei den Salzburger Festspielen und am Musiktheater im Revier von Gelsenkirchen. Er erhielt Stipendien von der Akademie Musiktheater heute der Deutschen Bank Stiftung und von der Richard-Wagner-Stipendienstiftung. 2003 war er Mitarbeiter am Heiner Müller Handbuch, herausgegeben von Hans-Thies Lehmann und Patrick Primavesi, seine Beitrage sind Verausgabung, Opfer, Tod; Heiner Goebbels; Kompositionen; Bibliographie 2004 war er Mitherausgeber der Festschrift zum 60. Geburtstag seines Lehrers Hans-Thies Lehmann.
Sein erstes Festengagement führte ihn von 2005 bis 2008 als Musikdramaturg ans Theater Heidelberg, wo er an einem interaktiven Projekt mit dem Titel Das neue Wunderhorn beteiligt war, welches Stadt, Amateurmusiker und Schulen integrierte und sodann auf einer DVD und in einem Buch veröffentlicht wurde. Ab 2008 war er fünf Jahre lang als Operndramaturg an der Bayerischen Staatsoper in München engagiert, wo er unter anderem mit den Regisseuren Martin Kušej, Barrie Kosky und Andreas Kriegenburg zusammen arbeitete sowie mit den Komponisten Peter Eötvös und Miroslav Srnka. Im Jahr 2012 war er einer der Produktionsdramaturgen für Kriegenburgs Interpretation des Ring des Nibelungen im Vorfeld zum Wagner-Jahr 2013. An der Oper Köln betreute er in der zweiten Jahreshälfte 2012 die Neuinszenierung der Nozze di Figaro von Benjamin Schad, an der Royal Opera Covent Garden in London gastierte er 2014 als Dramaturg für Idomeneo in der Regie von Martin Kušej.
In der zweiten Jahreshälfte 2014 trat er seine Funktion als Chefdramaturg der Bregenzer Festspiele in der neuen Intendanz von Elisabeth Sobotka an und war an den erfolgreichen Festspielen der Jahre 2015 und 2016 in führender Position beteiligt. Das Spiel am See dieser beiden Festspieljahre, Puccinis Turandot, erlangte breite Zustimmung des Publikums, zwei exemplarische Inszenierungen im Festspielhaus erregten Aufmerksamkeit und Zustimmung von Presse und Opernwelt: 2015 Offenbachs Les Contes d'Hoffmann (inszeniert von Stefan Herheim) mit Daniel Johansson in der Titelpartie sowie 2016 die Wiederentdeckung von Franco Faccios Amleto (inszeniert von Olivier Tambosi) mit Pavel Černoch in der Titelpartie.
Seit 2016 ist Schmitt – zusätzlich zu seiner Bregenzer Funktion – als Nachfolger von Dieter Rexroth Künstlerischer Leiter der Kasseler Musiktage. Diese wurden 1933 vom Bärenreiter-Verlag und dem Arbeitskreis für Hausmusik (heute Internationaler Arbeitskreis für Musik) gegründet, finden Ende Oktober/Anfang November statt und sind seit 1982 als gemeinnütziger Verein organisiert. Schmitt möchte „die vielen Facetten der Musik, auch jenseits von Genrekategorien, präsentieren und erlebbar machen“. Insbesondere will er die Begegnung des Publikums mit den beteiligten Künstlern ermöglichen und für Überraschungen sorgen: „Ich möchte die Ohren zum Staunen bringen.“
In seiner ersten Kasseler Spielzeit präsentierte der neue Leiter des Festivals die selten gespielte Barockoper Los Elementos des spanischen Komponisten Antonio de Literes (1673–1747) in einer Koproduktion mit dem Staatstheater Kassel. Es dirigierte Jörg Halubek, es inszenierte, choreographierte und stattete aus Zenta Haerter. Weiters war der finnische Akkordeon-Virtuose Kimmo Pohjonen in verschiedenen Formaten – Konzert und Film – zu sehen und zu hören. Das Eröffnungskonzert gestaltete das Prager Ensemble Collegium 1704 und Collegium Vocale 1704 mit Monteverdis Marienvesper. Das Festival 2017 stand unter dem Motto „Was wagst du?“ und präsentierte den Cellisten Matthew Barley, den Mandolinisten Avi Avital sowie den Hang-Spieler Manu Delago in verschiedenen Konzerten, u. a. einem Überraschungskonzert, dessen Programm die drei Musiker exklusiv an mehreren Tagen in Kassel erarbeiteten. 2018 widmeten sich die Kasseler Musiktage dem Motto „Wann singst du?“ und ließen das Publikum u. a. den Countertenor Valer Sabadus, die Sopranistin Herdís Jónasdóttir mit dem Orchester im Treppenhaus, den Kunstpfeifer Nikolaus Habjan, die Mezzosopranistin Okka von der Damerau mit der Pianistin Karola Theill, Rossinis Stabat Mater mit dem Staatsorchester Kassel, Cantiamo Kassel unter Generalmusikdirektor Francesco Angelico sowie die syrische Sängerin Rasha Rizk mit dem Damascus String Quintet erleben. Seit 2016 präsentiert das Apollon Musagète Quartett jedes Jahr ein neuerarbeitetes Quartett Antonín Dvoráks.
Er ist Dozent an der Staatlichen Akademie der Bildenden Künste in Stuttgart, unterrichtet weiters an der Bayerischen Theaterakademie in München sowie den Universitäten Frankfurt am Main und Zürich. Vorträge bestritt er unter anderem in Bayreuth und in den Vereinigten Staaten.

## Publikationen (Auswahl)
- Verausgabung, Opfer, Tod. In: Hans-Thies Lehmann, Patrick Primavesi (Hrsg.): Heiner-Müller-Handbuch. Leben, Werk, Wirkung. Stuttgart 2003, S. 62–69.
- Patrick Primavesi, Olaf A. Schmitt (Hrsg.): AufBrüche. Theaterarbeit zwischen Text und Situation. Hans-Thies Lehmann zum 60. Geburtstag. Theater der Zeit, Berlin 2004, ISBN 3-934344-39-9.
- Jan Linders, Olaf A. Schmitt (Hrsg.): Das Neue Wunderhorn. Ein Projekt des Theaters und Philharmonischen Orchesters der Stadt Heidelberg, Heidelberg: Verl. Das Wunderhorn 2007, ISBN 978-3-88423-296-5.
- Körper denkt Tabu. In: Anna-Sophie Jürgens, Tassilo Tesche (Hrsg.): LaborARTorium. Forschung im Denkraum zwischen Wissenschaft und Kunst. Transcript, Bielefeld 2015, ISBN 978-3-8394-2969-3.
- Artikel zu Il combattimento di Tancredi e Clorinda, Les Contes d’Hoffmann, Der Schatzgräber, Luci mie traditrici und Der Zwerg. In: Kloiber, Konold, Maschka (Hrsg.) Handbuch der Oper, Bärenreiter, Kassel 2016, ISBN 978-3-7618-2323-1
- Staging a debate. From Kriegenburg’s Ring Cycle to Saar Magal’s Hacking Wagner. In: Mungen, Anno / Vazsonyi, Nicholas / Hubbert, Julie / Rentsch, Ivana / Stollberg, Arne (Hrsg.): Music Theater as Global Culture. Wagner`s Legacy Today, Königshausen & Neumann, Würzburg 2017, ISBN 978-3-8260-5430-3